# ایبنزر، شهرستان کمپ، تگزاس
ایبنزر (به انگلیسی: Ebenezer) یک منطقهٔ مسکونی در ایالات متحده آمریکا است که در شهرستان کمپ، تگزاس واقع شده‌است. ایبنزر ۱۰۴٫۸۵ متر بالاتر از سطح دریا واقع شده‌است.